# Rumänische Fußballmeisterschaft 1929/30
Die Finalspiele um die Rumänische Fußballmeisterschaft 1929/30 wurden vom 11. Mai bis zum 8. Juni 1930 ausgetragen. Aufgrund der bevorstehenden Fußball-Weltmeisterschaft fanden sie zwei Monate früher als in den vergangenen Jahren üblich statt. Die Sieger der zwölf regionalen Vorausscheidungen spielten im K.-o.-System den Sieger aus. Es fand jeweils nur ein Spiel statt. Im Falle eines Unentschiedens wurde wenige Tage später ein Wiederholungsspiel am selben Ort durchgeführt. Meister wurde Juventus Bukarest. Der Titelverteidiger Venus Bukarest war bereits in der Meisterschaft der Region Bukarest ausgeschieden.

## Teilnehmer
| Region     | Sieger                    |
| ---------- | ------------------------- |
| Arad       | Gloria CFR Arad           |
| Brașov     | Brașovia Brașov           |
| Bukarest   | Juventus Bukarest         |
| Czernowitz | Dragoș Vodă Cernăuți      |
| Chișinău   | Mihai Viteazul Chișinău   |
| Cluj       | Universitatea Cluj        |
| Craiova    | Oltul Slatina             |
| Galați     | Dacia Unirea Brăila       |
| Iași       | Concordia Iași            |
| Oradea     | Stăruința Oradea          |
| Sibiu      | Hermannstädter Turnverein |
| Timișoara  | RGM Timișoara             |

## Ergebnisse

### Vorrunde
|                           | Ergebnis  |                         |
| ------------------------- | --------- | ----------------------- |
| Oltul Slatina             | 0:1 (0:0) | RGM Timișoara           |
| Universitatea Cluj        | 4:0 (1:0) | Stăruința Oradea        |
| Concordia Iași            | 2:4 (0:1) | Mihai Viteazul Chișinău |
| Hermannstädter Turnverein | 0:0       | Brașovia Brașov         |

### Viertelfinale
|                      | Ergebnis     |                           |
| -------------------- | ------------ | ------------------------- |
| Dragoș Vodă Cernăuți | 4:6 (2:3)    | Mihai Viteazul Chișinău   |
| Dacia Unirea Brăila  | 00:16 (0:11) | Juventus Bukarest         |
| Universitatea Cluj   | 7:0 (1:0)    | Hermannstädter Turnverein |
| RGM Timișoara        | 0:1 (0:0)    | Gloria CFR Arad           |

### Halbfinale
|                   | Ergebnis  |                         |
| ----------------- | --------- | ----------------------- |
| Juventus Bukarest | 4:2 (3:0) | Mihai Viteazul Chișinău |
| Gloria CFR Arad   | 3:0 (1:0) | Universitatea Cluj      |

### Finale
|                   | Ergebnis  |                 |
| ----------------- | --------- | --------------- |
| Juventus Bukarest | 3:0 (1:0) | Gloria CFR Arad |